# Saidpur (Ghazipur)
Saidpur è una suddivisione dell'India, classificata come nagar panchayat, di 21.559 abitanti, situata nel distretto di Ghazipur, nello stato federato dell'Uttar Pradesh. 